# Friedhof Rohrbach (St. Ingbert)
Der Friedhof Rohrbach ist ein städtisch verwalteter Friedhof in Rohrbach, St. Ingbert. Er ist etwa 4,01 ha groß und besitzt etwa 2.621 Grabstellen. Die Trauerhalle verfügt über 48 Sitzplätze. Auf dem Friedhof sind auch russische Zwangsarbeiter bestattet. In einem gemeinsamen Grabfeld ruhen die 20 Opfer des Fußballerunglücks von 1948.